# Estadio LFF
El estadio LFF (en lituano, LFF stadionas) es un estadio de fútbol ubicado en Vilna, Lituania. El propietario del campo desde 2011 es la Federación Lituana de Fútbol (LFF), por lo que la selección de fútbol de Lituania disputa sus partidos internacionales allí. También es utilizado por dos clubes de la División de Honor: el FC Žalgiris y el FK Trakai. 

## Historia
El recinto fue inaugurado en 2004 como el estadio de fútbol del FK Vėtra, sobre una anterior instalación cercana a la estación de Vilna. En su época se trataba del primer campo reconstruido con fondos privados, así como el primero específico para partidos de fútbol.
En 2010 la Federación Lituana de Fútbol (LFF) adquirió el campo tras la desaparición del Vėtra, lo renombró como «estadio LFF» y trasladó allí su sede social. En el siguiente año se acometieron obras para convertirlo en un estadio de categoría 3 de la UEFA. La reapertura tuvo lugar en 2012 y desde entonces es utilizado tanto por la selección de fútbol de Lituania como por el FC Žalgiris.

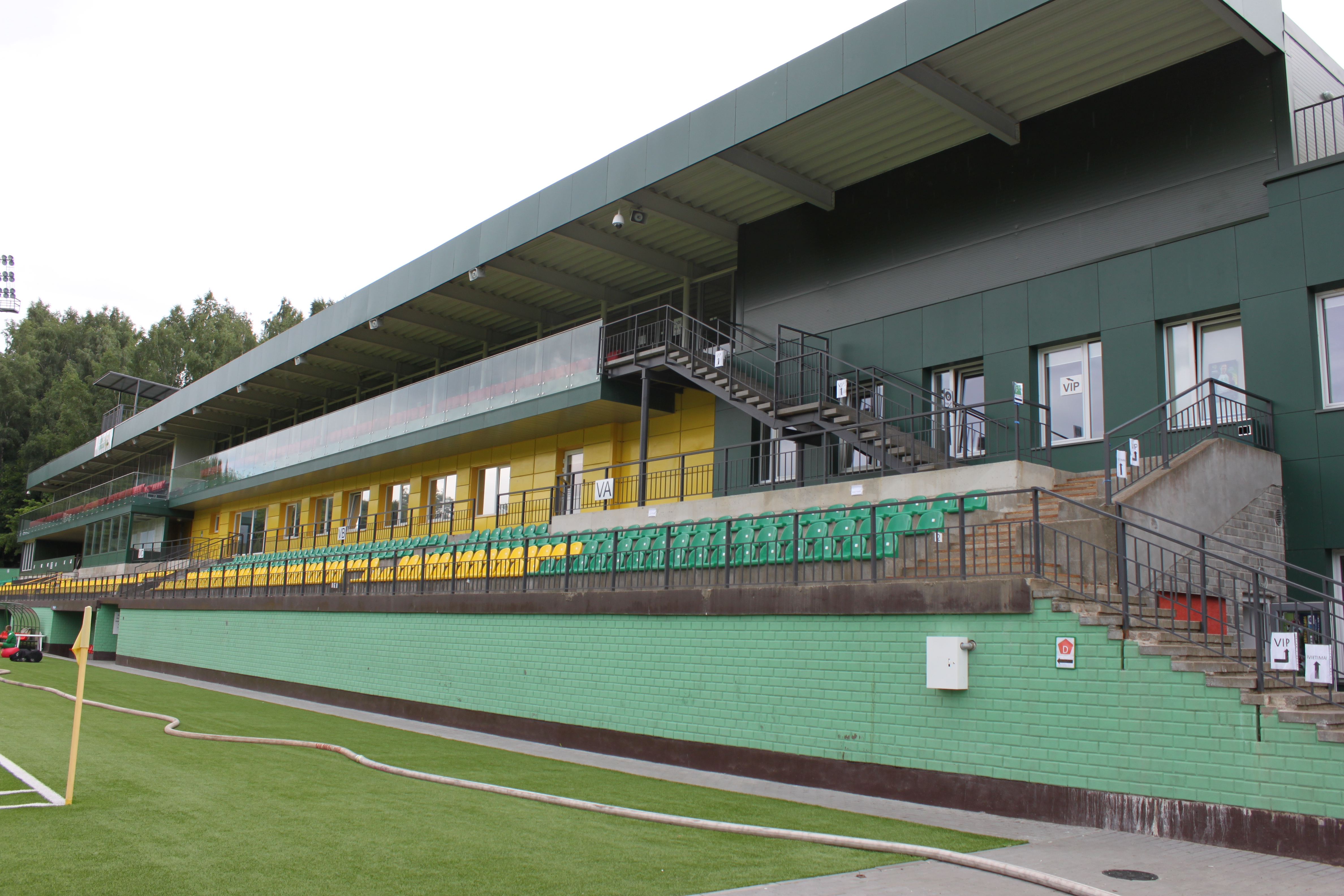
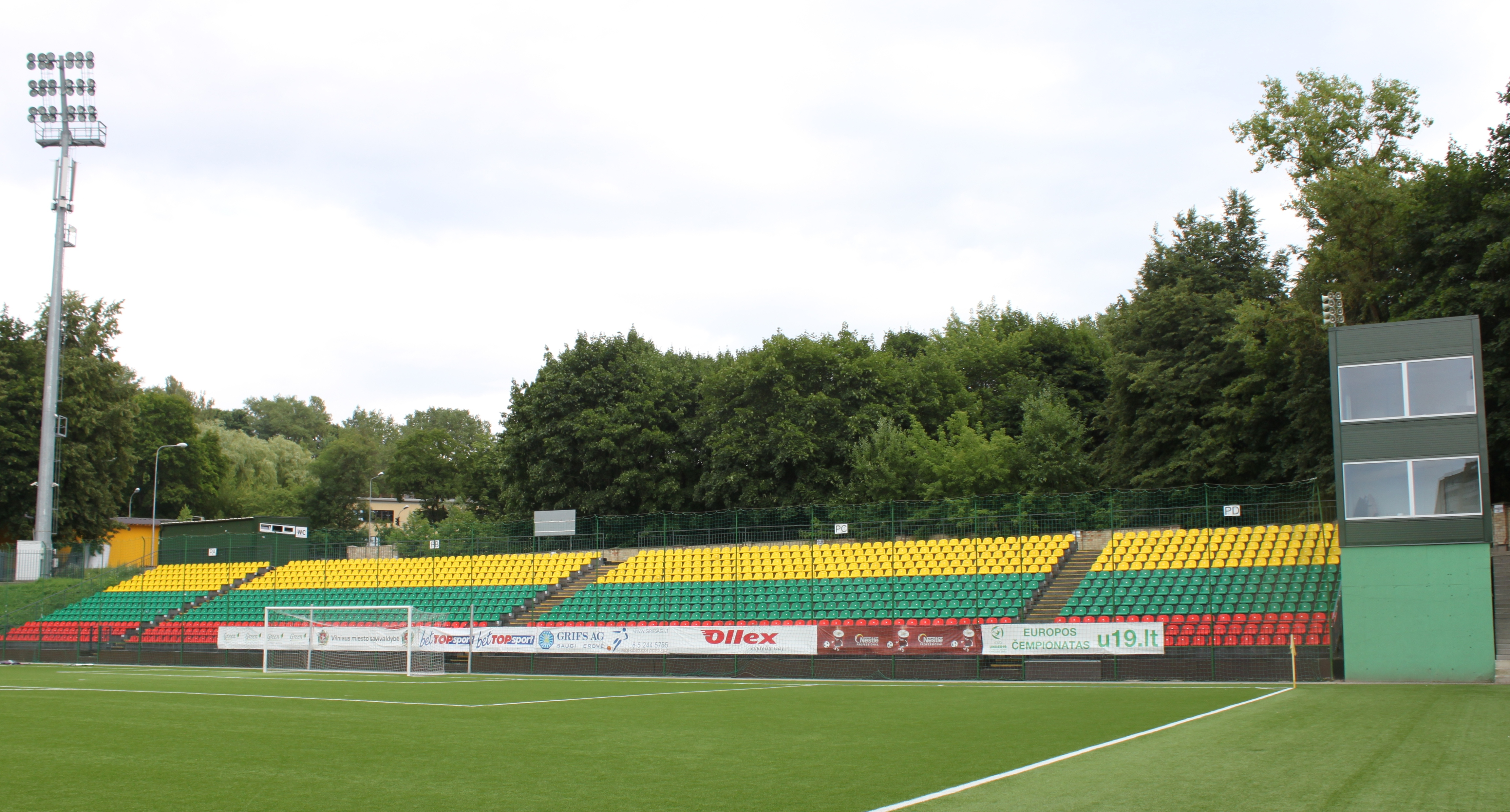